# Valeriana stenoptera
Valeriana stenoptera är en kaprifolväxtart som beskrevs av Friedrich Ludwig Diels. Valeriana stenoptera ingår i släktet vänderötter, och familjen kaprifolväxter. Inga underarter finns listade i Catalogue of Life.